# Landgraviat de Hesse-Darmstadt
1567–1806
Entités précédentes :
- Landgraviat de Hesse

Entités suivantes :
- Grand-duché de Hesse

Le landgraviat de Hesse-Darmstadt (en allemand : Landgrafschaft Hessen-Darmstadt) était un landgraviat du Saint-Empire romain germanique.

## L’héritage de Philippe le Magnanime
À la mort du dernier landgrave de Hesse, Philippe Ier le Magnanime, survenue le 31 mars 1567, la tradition successorale de la maison de Hesse imposait le partage entre ses quatre fils : Guillaume hérita de la moitié nord appelée désormais « Hesse-Cassel », Louis la Hesse-Marbourg, Philippe la Hesse-Rheinfels et Georges Ier le Pieux les territoires méridionaux appelés désormais « Hesse-Darmstadt » . Ce legs ne comportait que Darmstadt et son territoire, mais il vit bientôt ses domaines s'agrandir par la mort de deux de ses frères, Philippe II (1583) et Louis IV (1604), restés sans enfants.
Louis V, fils de Georges, céda en 1595 à son frère Frédéric le territoire de Hombourg qui par la suite forma un landgraviat distinct : le landgraviat de Hesse-Hombourg.
Au siècle suivant, Georges II céda Marbourg au landgraviat de Hesse-Cassel.

## La guerre de Hesse
Le regroupement progressif des fiefs issus de l'héritage de Philippe Ier au sein des landgraviats de Hesse-Cassel et de Hesse-Darmstadt conduisit ainsi de fait à un quasi-partage de la Hesse en deux comtés. La guerre de succession pour l'attribution de la Hesse-Marbourg et l'opposition confessionnelle entre la branche de Hesse-Darmstadt, luthérienne, et la branche de Hesse-Cassel réformée, conduisit à d'amers déchirements. En réaction à la conversion forcée de l’université de Marbourg au calvinisme exigée par Maurice l’Érudit, la maison de Hesse-Darmstadt créa en 1607 l’université luthérienne de Gießen.
En 1622, une nouvelle succession se soldait par le rattachement de la Hesse-Hombourg à la Hesse-Darmstadt.
Darmstadt et Cassel se disputèrent alors pendant des décennies l'héritage de Marbourg, les combats se mêlant tantôt à ceux de la guerre de Trente Ans, où Cassel était l'allié de la Suède, Darmstadt celui de l'empereur. Même le grand traité de 1627 (Hauptakkord), qui confirmait l'attribution à la Hesse-Darmstadt, ne put mettre un terme définitif au différend : en 1645, la princesse Amélie-Élisabeth de Hesse-Cassel se lançait le siège de Marbourg, déclenchant la « guerre de Hesse » dont elle sortit victorieuse trois ans plus tard. Au terme de ce conflit, la Haute-Hesse fut partagée : Marbourg échut à la Hesse-Cassel, Giessen et Biedenkopf à la Hesse-Darmstadt.

## La principauté auXVIIIesiècle
À l’extinction de la lignée des comtes de Hanau en 1736, le comté de Hanau-Lichtenberg échut à la Hesse-Darmstadt.
En 1772-73 le ministre Friedrich Karl von Moser décréta des mesures de rigueur qui l'espace de huit ans aboutirent au remboursement de la dette de la principauté et au rétablissement de ses finances.

## Période contemporaine
En 1801, Louis X perdit une partie du comté de Lichtenberg et quelques autres districts sur la rive gauche du Rhin. Au terme du recès d'Empire en 1803, la Hesse-Darmstadt s'accrut de quelques nouveaux territoires : le duché de Westphalie, Mayence (Hesse rhénane) et quelques portions du Palatinat. La Hesse-Cassel fut élevée au rang d’électorat.
Le 14 août 1806, en préférant l'intégration à la confédération du Rhin de Napoléon Ier au maintien dans le Saint-Empire romain germanique, Louis X passa du titre de landgrave à celui plus élevé de grand-duc : il prit alors le nom de Louis Ier de Hesse. Le landgraviat de Hesse-Darmstadt devint alors le grand-duché de Hesse et du Rhin.
En 1815, le grand-duché entre dans la Confédération germanique sous la présidence autrichienne.
En 1866, le grand-duc ayant pris parti pour l'Autriche contre la Prusse, le grand-duché aurait été annexé par la Prusse si l'empereur Alexandre II de Russie n'avait accordé sa protection au grand-duc qui était son beau-frère. En revanche, la Hesse-Cassel et la Hesse-Homburg ne connurent pas le même bonheur, Hesse-Darmstatdt partageant même les dépouilles de ses cousins Hesse-Hombourg avec le vainqueur prussien.
En 1871, la Hesse-Darmstadt intègre le nouvel Empire allemand sous l'égide de la Prusse.
En 1894, pour la troisième fois, un tsar de Russie épouse une princesse de Hesse-Darmstadt. À noter que ces trois tsars sont morts assassinés.
En 1918, la monarchie est abolie et la république proclamée. Le grand-duc, malgré tout populaire, a l'autorisation de demeurer librement dans une de ses résidences. Les princesses hessoises ayant épousé des membres de la famille impériale russe connaissent des morts tragiques et violentes.
En 1937, l'héritier du dernier grand-duc, Georges de Hesse-Darmstadt, et sa famille périssent dans un accident d'avion, en se rendant en Angleterre aux noces de son frère cadet Louis de Hesse-Darmstadt.